# Isla de Santo Aleixo
La isla de Santo Aleixo es una isla ubicada en Brasil, más precisamente en el litoral sur del estado de Pernambuco en el nordeste del país. Posee dos playas con piscinas naturales: la playa de los pernambucanos, que es la más visitada por los turistas y cuenta con servicios de bares, y la playa de Holanda, que posee un ambiente más tranquilo y, para llegar a ella, se realiza una pequeña caminata.
Tiene también la ensenada "España" y "Francia" que está geográficamente unida a la segunda playa. 
Administrativamente, forma parte del municipio de Sirinhaém, aunque es de propiedad privada.
Está situada entre Porto de Galinhas y la Praia dos Carneiros.